# Igor Lukšić
Igor Lukšić (Игор Лукшић, en serbia), (Bar, 14 de junio de 1974) es un político montenegrino, miembro del Partido democrático socialista (DPS).
Elegido diputado en 2001, fue viceministro de Asuntos Exteriores de Serbia y Montenegro de 2003 a 2004. Ese mismo año, fue nombrado ministro de Finanzas de Montenegro, resultando, a sus 27 años, el ministro más joven de la historia del país.
Se esforzó en asegurar un ambiente económico favorecedor a las empresas y ascendió, durante la independencia de 2006, al cargo de vice primer ministro. Cuatro años más tarde, el 21 de diciembre de 2010, fue invertido primer ministro en sustitución de Milo Đukanović, figura central de la vida política montenegrina desde el fin del comunismo, que le sustituye el 3 de diciembre de 2012.

## Estudios y vida profesional

### Formación
Acabó sus estudios secundarios en Bar, su ciudad natal. Después estudió Ciencias Económicas en la facultad de Economía de la Universidad de Montenegro, en Podgorica, donde se diplomó en junio de 1998. Obtuvo un máster cuatro años más tarde y después un doctorado en septiembre de 2005.
Habla inglés de forma fluida y tiene buenas bases de francés e italiano.

### Una carrera de consejero
Comienza a trabajar desde junio de 1998, como asistente para la puesta en marcha del programa de asistencia europeo Obnova en el Ministerio de Asuntos Exteriores. Posteriormente, fue contratado como consejero en febrero de 2000 por el Partido democrático socialista de Montenegro (DPS). Dimite en enero de 2001, cuando fue nombrado secretario del Ministerio de Asuntos Exteriores, un puesto que solo ocupó cuatro mes.
Consejero del primer ministro Milo Đukanović entre enero y abril 2003, ha sido igualmente lector en la Facultad de Ciencias Económicas, Finanzas y Comercio Internacional de la Universidad de Montenegro.

## Vida política

### Los primeros mandatos
En 2001, fue elegido diputado en el Parlamento de Montenegro, donde mantiene el escaño y estuvo igualmente en el Parlamento de Serbia-y-Montenegro entre 2003 y 2006. También fue viceministro de Asuntos Exteriores de Serbia-y-Montenegro de marzo 2003 a febrero 2004.

### Un ministro de Finanzas de 27 años
El 16 de febrero de 2004, fue nombrado ministro de Finanzas de Montenegro. Con 27 años fue el ministro más joven ministro de la historia del país y se involucró en reformar la fiscalidad y en liberalizar el mundo de los negocios. Cuando el país accedió a la independencia, el 5 de junio de 2006, conservó su puesto, fue ascendido a vice primer ministro, encargado de la Cooperación Económica Internacional, de las Reformas Estructurales y de la Creación de Ambiente Comercial por Željko Šturanović. Continuó en el conjunto de sus funciones cuando Milo Đukanović volvió a encabezar el gobierno, el 29 de febrero de 2008.

### Primer ministro

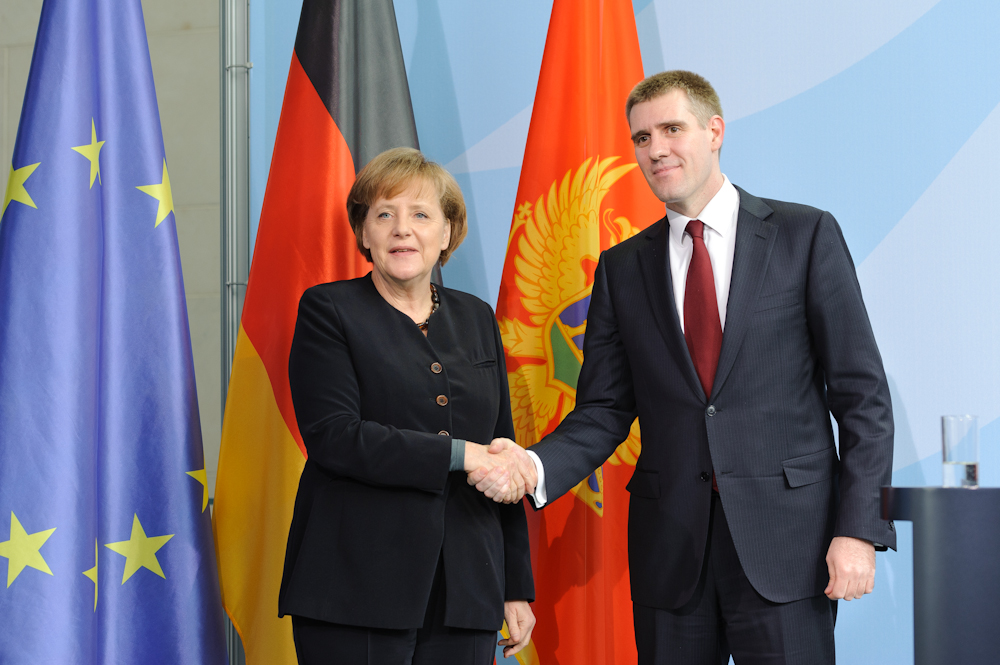
Igor Lukšić y la canciller alemana, Angela Merkel, en 2011.

Igor Lukšić fue nombrado primer ministro el 24 de diciembre de 2010 por el presidente Filip Vujanović, tres días después a la dimisión de Milo Đukanović, que siguió siendo presidente del DPS. Esta decisión se produjo cuatro días después de que el país accediera al estatus de candidato a la adhesión a la Unión Europea (UE). Obtiene, junto con su gobierno, la confianza del Parlamento por 46 votos contra 25, el 29 de diciembre. Con 34 años, fue el jefe de gobierno más joven del mundo.

## Vida privada
Está casado con Natasha Lukšić y es padre de dos hijas, Sofi y Daria, y de un hijo, Aleksej. Ha escrito tres libros: The Book of Laughter, The Book of Fear y The Book of Doubt.